# Nikolai Michailowitsch Strelnikow
Nikolai Michailowitsch Strelnikow (* 14. Mai 1888 in Sankt Petersburg; † 12. April 1939 in Moskau) war ein russischer Komponist und Musikschriftsteller. Strelnikow gilt als Mitbegründer der russischen Operette. Sein eigentlicher Name lautet Nikolai Michailowitsch von Menzenkampf. Als Komponist und Musikschriftsteller verwendete er durchgehend den Namen Strelnikow, den Mädchennamen seiner Mutter, als Pseudonym.

## Leben und Werk
Nikolai Strelnikow wandte sich nach einem Jurastudium (abgeschlossen 1909) auch der Musik zu. Er wirkte zunächst als Anwalt im Sozialversicherungsrecht und ab 1915 als Sekretär im Justizministerium. Nach der Oktoberrevolution von 1917 wurde er zum Volkssekretär des Volkskommissariats für Bildung ernannt. Bereits seit 1911 studierte er Komposition bei Anatoli Ljadow und Alexander Schitomirski in Sankt Petersburg. 1922 stellte er seine juristischen Tätigkeiten ein und widmete sich ganz der Musik.
Ab 1921 wirkte Nikolai Strelnikow vor allem als Theaterkomponist. Er schrieb eine Reihe an Bühnenmusiken, zwei Opern, Der Flüchtling (Leningrad 1933), Graf Nulin (nach Puschkin, 1938), ein Klavierkonzert, Kammermusik, Klavierstücke und Chöre. Er komponierte Operetten wie Tschorny amulet („Das schwarze Amulett“, Leningrad 1927), Luna-Park (Moskau 1928), Cholopka („Der Leibeigene“, Leningrad 1929), Tschajchana w gorach („Tschajchana in den Bergen“, Moskau 1930), Serdze poeta ili Béranger („Das Herz des Dichters oder Béranger“, Leningrad 1934) und Presidenty i banany („Präsidenten und Bananen“, 1939).
Seit 1919 trat er auch als Musikschriftsteller in Erscheinung. Er veröffentlichte von 1917 bis 1920 eine Reihe von Monographien in russischer Sprache zu Michail Glinka, Alexander Serow, Ludwig van Beethoven und Sergei Rachmaninow. Von 1918 bis 1928 war er Mitarbeiter der Zeitschrift Schisn iskusstwa („Das Kunstleben“). Ab 1922 war er Leiter des Leningrader Jugendtheaters.